# Vlag van Mérida

Vlag van Mérida

De vlag van Mérida toont drie driehoeken: een groene, een blauwe en een witte. De witte driehoek heeft een rode ster in het midden. De vlag is in gebruik sinds 30 augustus 1996.
Het wit symboliseert zuiverheid en de bergtoppen in de staat, het groen staat voor de bergen en de landbouw en het blauw symboliseert de hemel en het Meer van Maracaibo. De ster staat voor Mérida als een van de zeven provincies die zich aan het begin van de 19e eeuw onafhankelijk verklaarden van Spanje; de rode kleur ervan staat voor het bloed van de patriotten dat tijdens de onafhankelijkheidsstrijd gevloeid is.